# Narożnica zbrojówka
Narożnica zbrojówka (Phalera bucephala) – gatunek motyla z rodziny garbatkowatych. Zamieszkuje Palearktykę, od Półwyspu Iberyjskiego po Chiny i Rosyjski Daleki Wschód. Gąsienice żerują na drzewach i krzewach liściastych. Osobniki dorosłe aktywne nocą.

## Taksonomia
Gatunek ten opisany został po raz pierwszy w 1758 roku przez Karola Linneusza na łamach dziesiątego wydania Systema Naturae pod nazwą Phalaena bucephala. Współcześnie jest gatunkiem typowym rodzaju Phalera, w którym to umieścił go w 1819 roku Jacob Hübner. W obrębie tego gatunku wyróżniane bywają podgatunki:
- Phalera bucephala bucephalina (Staudinger & Rebel, 1901)
- Phalera bucephala bucephala (Linnaeus, 1758)
- Phalera bucephala infulgens Graeser, 1888
- Phalera bucephala tenebrata Strand, 1903

Część źródeł uznaje jednak Phalera bucephalina za osobny gatunek. Z kolei P. b. tenebrata i P. b. influgens bywają synonimizowane z podgatunkiem nominatywnym.

## Morfologia

### Owad dorosły

Imago samca, widok z wierzchu i od spodu

Motyl o krępym ciele i rozpiętości skrzydeł sięgającej od 50 do 68 mm. Głowa jest zaopatrzona w łyse oczy złożone, przyoczka i krótką ssawkę. Na wierzchu szerokiego tułowia znajduje się tarcza ze złotożółtego do rudego owłosienia, obwiedziona włoskami czarnymi oraz otoczona owłosieniem szarym i brunatnym. Skrzydło przedniej pary jest długie, osiąga od 26 do 32 mm długości. Tło przedniego skrzydła jest szaropopielate ze srebrzystym połyskiem i z przednią częścią ściemniałą. Na tym tle występują: niesięgająca poza pierwszą żyłkę kubitalną, jasnożółta z oliwkowobrązowym środkiem plama wierzchołkowa, czarne plamki łukowate przy brzegu skrzydła, wąskie i podwójne przepaski faliste barwy czarnej i rudobrunatnej oraz drobna, słabo widoczna plamka na żyłce poprzecznej o kolorze białawym. Strzępina przedniego skrzydła jest żółtawa z czarnym nakrapianiem. Tylne skrzydło jest owalne, ubarwione białawożółto z ciemniejszym polem środkowym i z niewyraźną, ciemną przepaską. Na spodach obu par skrzydeł biegnie wyraźna brunatnoczarna przepaska. 
Cylindryczny odwłok ma barwę złocistożółtą.

### Stadia rozwojowe

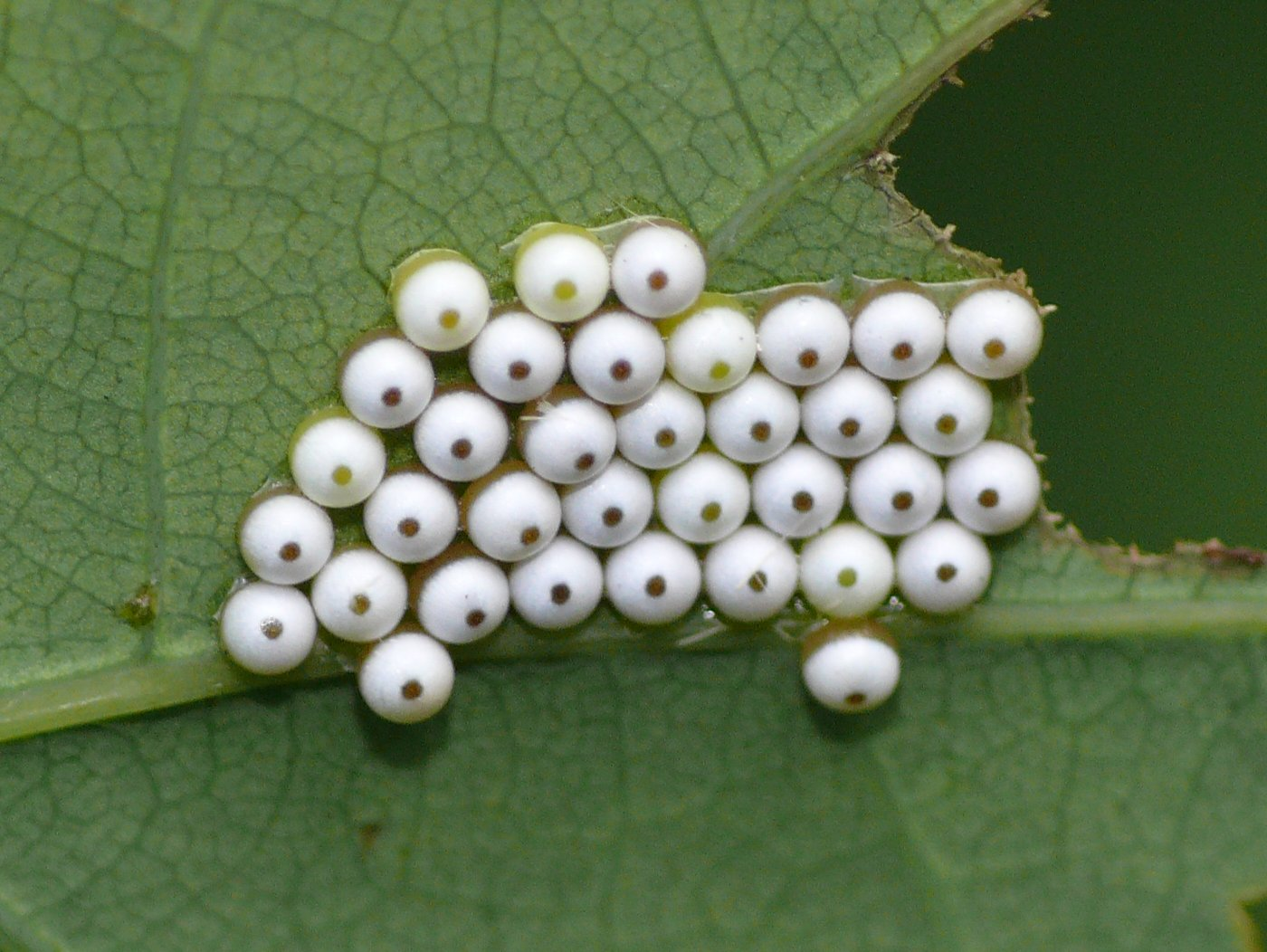
Pakiet jaj

Jaja są składane w jednowarstwowych, ciasnych klastrach, w których poprzyciskane są do siebie. Mają około 1 mm średnicy. Nie są przykrywane łuskami z odwłoka samicy. Ich kształt jest półkulisty. Są białe lub niebieskawobiałe z brązowym spodem i cienkim, przejrzystym chorionem. Na chorionie w części wierzchołkowej jaja występuje ciemna plamka. Powierzchnia chorionu podzielona na słabo lub umiarkowanie rozwinięte żeberka i komórki. Żeberka na większej powierzchni chorionu są cienkie.  Gąsienica opuszcza jajo wygryzając duży otwór o okrągłym lub łukowatym kształcie w jego wierzchołkowej części.

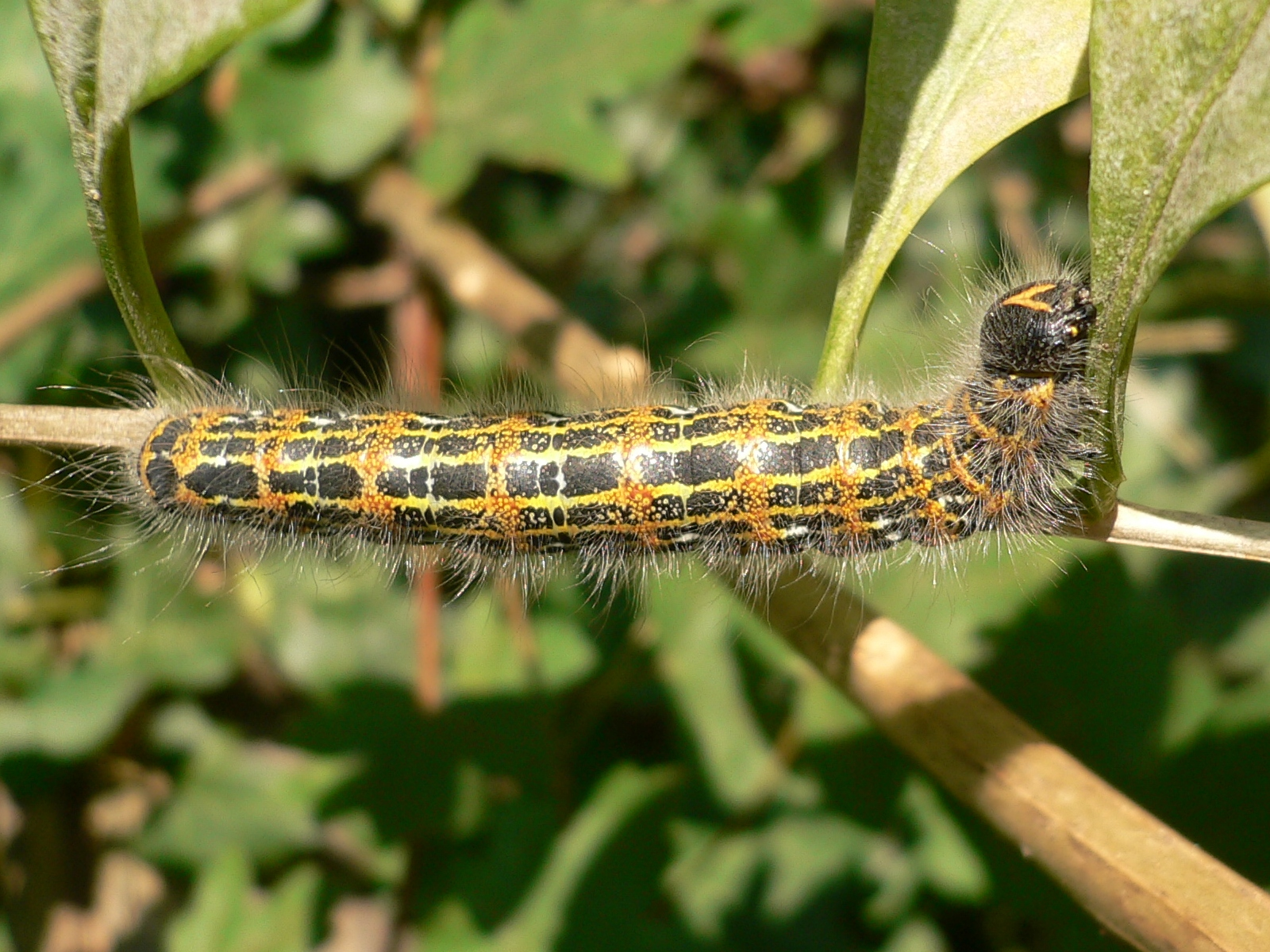
Gąsienica

Gąsienice przywodzą wyglądem na myśl te u bielinka kapustnika. Osiągają do 60 mm długości. Mają silne owłosienie, nietworzące kępek. Ubarwione są żółto z czarną głową, poprzerywanymi czarnymi prążkami podłużnymi i pomarańczowymi, międzysegmentalnymi liniami poprzecznymi.
Poczwarki mają ciemnofioletowobrązowe ciało długości od 25 do 28 mm. Ich kremaster wyposażony jest w dwie pary krótkich kolców.

## Biologia i ekologia

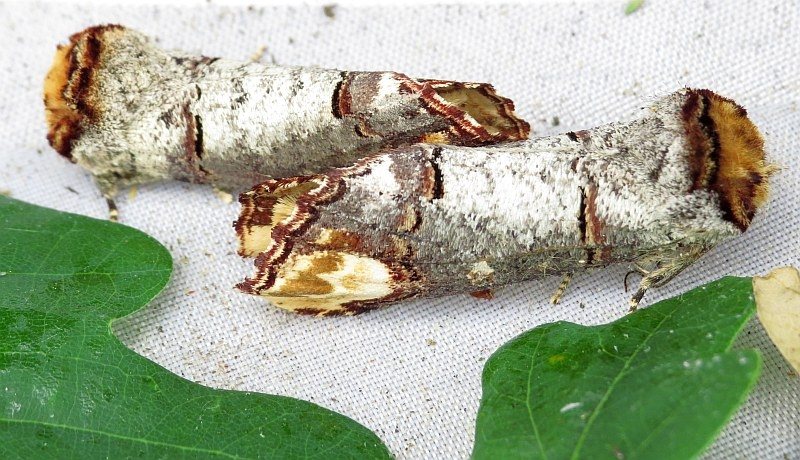
Imagines w pozycji spoczynkowej upodobnione do obłamanego kawałka gałązki

Owad ten zasiedla doliny rzeczne, lasy liściaste i mieszane, zadrzewienia, parki, ogrody, zarośla oraz nasadzenia przydrożne i osiedlowe. Jaja składane są na spodniej stronie liści roślin żywicielskich w jednowarstwowym, ciasnym pakiecie. Gąsienice aktywne są od lipca do września. Są foliofagami żerującymi na liściach brzóz, buków, dębów, jarzębów, klonu pospolitego, lip, olsz, róży czerwonawej, topól, wiązów oraz wierzb, a sporadycznie także na gruszach, jabłoniach, kasztanach, leszczynach, śliwach i wiśniach. Żerowanie gąsienic odbywa się gromadnie i w przypadku zaniepokojenia wszystkie unoszą przód i tył ciała ku górze. Wyrośnięte gąsienice nie konstruują kokonów, lecz przepoczwarczają się w jamkach wykopanych w glebie. Stadium zimującym jest poczwarka.
Owady dorosłe w warunkach środkowoeuropejskich latają od maja do lipca, w jednym pokoleniu. Nie pobierają pokarmu. Aktywne są nocą. Chętnie przylatują do sztucznych źródeł światła. Dzień spędzają na pniach drzew i innych częściach roślin.
Do parazytoidów narożnicy zbrojówki należą błonkoskrzydłe: Cales noacki z rodziny Aphelidae, 
Cyclogastrella deplanata z rodziny siercinkowatych i Telenomus brevis z rodziny Scelionidae oraz muchówki z rodziny rączycowatych: Carcelia gnava, Compsilura concinnata, Drino imberbis, Drino inconspicua, Exorista fallax, Exorista larvarum, Exorista rossica, Exorista segregata, Nilea hortulana, Pales pavida, Senometopia excisa, Sturmia bella, Winthemia cruentata i Zenillia libatrix. Motyl ten pada także ofiarą grzyba Beauveria bassiana z rodziny maczużnikowatych.

## Rozprzestrzenienie
Gatunek palearktyczny. W Europie znany jest z Portugalii, Hiszpanii, Andory, Wielkiej Brytanii, Francji, Belgii, Luksemburgu, Holandii, Niemiec, Szwajcarii, Liechtensteinu, Austrii, Włoch, Danii, Szwecji, Norwegii, Finlandii Estonii, Łotwy, Litwy, Polski, Czech, Słowacji, Węgier, Białorusi, Ukrainy, Rumunii, Mołdawii, Bułgarii, Słowenii, Chorwacji, Bośni i Hercegowiny, Serbii, Czarnogóry, Albanii, Macedonii Północnej, Grecji oraz europejskich części Rosji i Turcji. Występuje na niektórych wyspach Morza Śródziemnego, w tym Korsyce, Sardynii, Sycylii.
Dalej na południe występuje we wschodniej części Afryki Północnej. W Azji zamieszkuje azjatycką część Turcji, Syberię, Rosyjski Daleki Wschód, Koreę i północe Chiny: Sinciang, Mongolię Wewnętrzną, Jilin oraz Heilongjiang.
W Polsce i na Ukrainie jest owadem pospolitym.

## Znaczenie gospodarcze
Ze względu na gromadne żerowanie gąsienic gatunek ten notowany jest jako szkodnik, zwłaszcza w młodnikach i uprawach wierzb. Żerowanie młodszych stadiów prowadzi do żółknięcia i usychania zaatakowanych liści, natomiast starszych do defoliacji pędów. W przypadku pojawienia się niewielkich skupisk zaleca się ręczne usuwanie i niszczenie jaj i gąsienic. W przypadku masowych pojawów stosować można zwalczanie biologiczne preparatami zawierającymi bakterie Bacillus thuringiensis var. kurstaki, przy czym prowadzić je należy, gdy gąsienice są jeszcze młode.